# Muerte de Nicky Verstappen
La mañana del 10 de agosto de 1998, Nicky Verstappen, de 11 años, desapareció de un campamento de verano al que asistía en Brunssum, Limburgo. Su cuerpo fue encontrado en la tarde del 11 de agosto, a 1,2 kilómetros de distancia, en Landgraaf, y posteriormente se inició una investigación por asesinato. A pesar de la exhaustiva investigación, el caso permaneció sin resolver durante más de veinte años.
Joseph Theresia Johannes "Jos" Brech (nacido el 29 de octubre de 1962) fue juzgado por el asesinato de Nicky en 2020. Fue detenido el 26 de agosto de 2018 en España después de que el ADN de sus pertenencias y familiares coincidiera con las muestras tomadas de la ropa de Nicky, tras la mayor operación de recogida de ADN de la historia de Holanda. El 20 de noviembre de 2020, Brech fue absuelto de homicidio involuntario, pero declarado culpable del secuestro y los abusos sexuales que provocaron la muerte de Nicky, así como de posesión de pornografía infantil. Fue condenado a doce años y medio de prisión.

## Desaparición y descubrimiento de cuerpo
El sábado 8 de agosto de 1998, Nicky y otros 36 niños tomaron el autobús de Heibloem a Brunssum para participar en un campamento de verano para niños que se celebraba en el camping De Heikop, en la Brunssummerheide. La última vez que se vio a Nicky con vida fue sobre las 5:30 horas del 10 de agosto por un compañero de tienda; más tarde, esa misma mañana, ya no estaba en su saco de dormir; sólo quedaban sus zapatos en la tienda. El 11 de agosto, la policía y los voluntarios realizaron una búsqueda del niño; a las 21:00 horas, su cuerpo, desnudo de cintura para arriba, fue encontrado en un pinar de Schinvelderweg en Landgraaf, a 1,2 kilómetros del campamento. El cuerpo presentaba signos de posibles abusos sexuales, pero la autopsia no determinó la causa de la muerte, y un primer examen en busca de ADN extraño no arrojó nada. Cerca del lugar donde se descubrió el cadáver se encontraron un pañuelo y un cigarrillo con ADN humano; a partir de este ADN se elaboró un perfil completo.

## Investigación
Joos Barten, el organizador del campamento del que desapareció Nicky, fue interrogado exhaustivamente por la policía en los días siguientes. Antiguo director de la escuela primaria local de Heibloem, Barten había sido condenado por abusos sexuales a menores y admitió haber estado cerca de la tienda en la que dormía Nicky a las 6 de la mañana del 10 de agosto. Durante la búsqueda de Verstappen, señaló varias veces en la dirección en la que finalmente se descubrió el cadáver. Una chica de 15 años que había asistido al campamento de adolescentes en De Heikop unos días antes sospechaba que había sido abusada sexualmente por Barten mientras dormía. Ningún miembro del personal del campamento fue considerado oficialmente como sospechoso.
El Ministerio público de Maastricht ofreció una recompensa de 25.000 florines por información sobre la identidad del autor; esta oferta se duplicó en 1999 con el dinero recaudado por el periodista especializado en crímenes Peter R. de Vries, que se convirtió en portavoz de la familia de Nicky. Ante la falta de pistas, el equipo de investigación se disolvió en noviembre de 1998, y un nuevo equipo de investigadores se hizo cargo del caso entre noviembre de 2000 y julio de 2001. Entre 2001 y 2007, un delincuente sexual de Kerkrade estuvo en custodia policial, mientras que varios testigos afirmaron haberlo visto en el campamento y sus alrededores los días cercanos al 10 de agosto de 1998; el delincuente sexual murió en agosto de 2007. El caso también se relacionó con el asesino en serie alemán Martin Ney, que mató a tres niños entre 1992 y 2000.
Entre 2005 y julio de 2006 se encontraron siete u ocho cartas escritas por un autor anónimo en un monumento para el niño en la Brunssummerheide y en las que se sugería que quien las había escrito había matado a Nicky. En enero de 2007, un hombre de 36 años de Landgraaf fue detenido como sospechoso de haber escrito las cartas. Quedó en libertad dos semanas después, antes de volver a ser detenido en diciembre por vandalismo en el monumento. Un mes después, fue condenado a tres meses de prisión por el vandalismo. El monumento volvió a ser objeto de vandalismo en abril de 2008, agosto de 2013 y abril de 2019.

### Perfil de ADN
Entre diciembre de 1999 y enero de 2000, 35 hombres participaron en una prueba de ADN, pero ninguna de las muestras coincidió con las encontradas en la escena del crimen. En 2010, al haberse encontrado ADN ajeno en el cuerpo de Nicky, la policía tomó muestras de ADN de 80 hombres, pero siguió sin encontrar una muestra coincidente. En noviembre de ese año, se exhumaron los restos de Joos Barten, el fundador del campo, que murió en 2003, para realizar una prueba de ADN. Su ADN tampoco coincidió con el encontrado en el cuerpo de Verstappen.
En enero de 2018, se anunció que se pediría a 21.500 hombres de la provincia de Limburgo que dieran muestras de su ADN para intentar localizar al asesino de Nicky. El programa de detección de ADN se llevó a cabo entre febrero y junio, con un total de más de 15.000 muestras recogidas, el mayor número en la historia de Holanda, casi el doble del número de muestras recogidas en el programa que logró localizar al hombre que fue condenado por el asesinato de Marianne Vaatstra.
El 22 de agosto de 2018, se anunció que las muestras de ADN de las pertenencias y los familiares de un hombre de 55 años originario de Simpelveld, Joseph Theresia Johannes "Jos" Brech, coincidían con el ADN encontrado en la ropa de Nicky. Brech, que llevaba desaparecido de su casa de los Vosgos desde abril de ese año, no había respondido a las peticiones de una muestra de su ADN y su familia inmediata también se negó a cooperar en el programa de análisis de ADN. Un equipo de la policía consiguió recuperar una muestra de ADN de Brech de sus objetos personales después de que se denunciara su desaparición. Brech tiene un historial de abusos sexuales a menores y se sabe que estuvo cerca del lugar del crimen en torno a la hora en que se produjo, aunque en ese momento se creía que sólo era un transeúnte. La policía lo localizó y detuvo en España, cerca de Castellterçol, el 26 de agosto, y fue extraditado a los Países Bajos el 6 de septiembre.

## Juicio
El juicio comenzó el 28 de septiembre de 2020 y duró tres semanas. Brech se declaró inocente de todas las acusaciones. En un mensaje de vídeo pregrabado que se reprodujo en el tribunal, Brech dijo que el 11 de agosto de 1998 -horas antes de que el cuerpo de Nicky fuera encontrado por el grupo de búsqueda- estaba caminando cerca del borde de un bosque cuando "vio algo en la distancia" y fue a mirar por curiosidad, encontrando el cuerpo. Dijo que su ADN se encontró en el cuerpo porque había comprobado si había señales de vida, había quitado las hojas del cuerpo y se había marchado sin hacer nada más debido a sus condenas anteriores. En total, se encontraron 27 rastros de ADN de Brech en el cuerpo, incluso en la ropa interior del niño; Brech dijo que no tenía "ni idea" de cómo su ADN acabó en la ropa interior. La fiscalía refutó las afirmaciones de Brech, haciendo referencia a una fotografía tomada del lugar donde se encontró el cuerpo en un pinar y a una captura de pantalla de un vídeo del lugar en el que Brech dijo que estaba cuando "vio algo". Según la acusación, no habría sido posible que Brech viera el cuerpo de Nicky tendido detrás de una valla metálica y oculto a la vista por los árboles. El abogado de Brech argumentó que éste había dicho en su mensaje de vídeo que "vio algo" - sin aclarar si fue el cuerpo - desde donde estaba lo que le llamó la atención sobre el pinar. Un patólogo forense que revisó la autopsia no pudo determinar si las lesiones del cuerpo de Verstappen fueron causadas por abusos sexuales, debido a la mala calidad de las fotografías y al hecho de que el patólogo que realizó la autopsia había fallecido.
La fiscalía consideró que las afirmaciones de Brech eran "muy poco convincentes e increíbles", y dijo que lo consideraba culpable del secuestro, el abuso sexual y el homicidio con agravantes de Nicky, y que, aunque no se había determinado la causa médica de la muerte, el fallecimiento del niño no podía ser resultado de otra cosa que no fuera un acto criminal, ya que estaba sano y no tenía ningún trastorno genético. Según ellos, las pruebas en la escena del crimen indicaban que Nicky murió en el mismo lugar en el que se encontró su cuerpo. El 8 de octubre, la fiscalía solicitó una condena de 15 años de prisión y tratamiento obligatorio (o 18 años de prisión si el tribunal decidía no imponer el tratamiento obligatorio) para Brech por el secuestro, el abuso sexual y el homicidio de Nicky, así como por posesión de pornografía infantil. El 20 de noviembre, el tribunal declaró a Brech culpable de secuestrar y abusar sexualmente de Nicky, afirmando que los múltiples rastros de ADN de Brech encontrados en el cuerpo de Verstappen, incluso en la ropa interior del niño, indicaban un contacto físico prolongado de naturaleza sexual que Nicky no podía haber consentido. El tribunal citó la forma de los delitos anteriores de Brech contra los niños, en los que retenía a sus víctimas poniéndoles la mano en la boca, y aunque no descartó la posibilidad de que Brech asfixiara y matara intencionadamente a Nicky, el tribunal tuvo en cuenta la posibilidad de que el niño muriera accidentalmente al intentar Brech retenerlo. Por tanto, Brech fue absuelto de homicidio involuntario, aunque el tribunal mantuvo que la muerte de Nicky fue el resultado de las acciones de Brech. Brech fue condenado a 12 años de prisión por el secuestro y el abuso sexual de Nicky Verstappen, así como a seis meses de prisión por posesión de pornografía infantil. El abogado de Brech anunció que el veredicto sería apelado.

## Consecuencias
En 2003, el grupo de folk Rowwen Hèze lanzó una canción sobre el caso, titulada "Vlinder" (traducido: Mariposa). El autor Simon Vuyk publicó un libro sobre el caso titulado De mysterieuze dood van Nicky Verstappen (traducido: La misteriosa muerte de Nicky Verstappen) en 2010.